# Chirileni, Ungheni
Chirileni este un sat din raionul Ungheni, Republica Moldova.

## Geografie
Chirileni este un sat și comună din raionul Ungheni conform Legii nr. 764-XV/2001 privind organizarea administrativ-teritorială a Republicii Moldova. Satul este situat la 47.382123 - latitudine nordică și 27.775867 - longitudine estică, având o suprafață de aproximativ 1.87 kilometri pătrați, cu un perimetru de 8.42 km. Comuna Chirileni are o suprafață totală de 17.48 kilometri pătrați, fiind cuprinsă într-un perimetru de 19.90 km. Chirileni este unicul sat din comună cu același nume.

## Istorie
Așezări omenești pe aceste meleaguri au existat din cele mai vechi timpuri. Tezaurul de monede romane, găsite la Chirileni și studiate de savanți, mărturisește despre relațiile pe cure le-a avut populația băștinașă cu cea din Imperiul Roman.
Legenda spune, însă, că moșia salului a aparținut cândva lui Chirilă al Ilenei. Sătenii de aici, fiind răzeși, aveau loturi de pământ și pe moșiile satelor Bumbata, Făgădău, Petrești, Medeleni, Stolniceni și Bușila. Pe moșia lui Chirilă, cică, s-ar fi strămutat țărani din satele Dănuțeni (actualmente Ungheni), Mărăndeni, Buciumeni, Florești, Slobozia și altele. Când cineva era întrebat încotro ține calea, el răspundea: la Chirilă al Ilenei. Cu timpul aceste nume s-au contopit, din ele rezultând toponimul Chirileni.
Satul Chirileni a fost atestat documentar pentru prima dată în anul 1593:
„Io Aron voievod, din mila lui Dumnezeu, domn al Țării Moldovei. Iată a venit înaintea domniei mele și înaintea boierilor noștri, mari și mici, sluga noastră Ghiorghie Bolbocel din Chirileni, din ținutul Iași, cu mărturie de la mulți oameni buni, anume: Grozea din Macești, și Lazor Bobletic din Bobleteci, și Chirică de acolo, și Chirilă din Condrătești, și Dinga ploscarul de acolo, și Ihnat de acolo, și Toader Cârlan din Dumbrăvița, precum a vândut Beribacea a sa ocină Erinei, parte lui din satul Hârceștii, și din vii din satul Hârceștii, și cu pomătul de acolo și din moara din Ichil, pentru optzeci și opt de zloți tătărăști, precum arată scrisoarea de la oameni buni.
Iar noi, încă i-am tăcut întărire și împuternicire, ca să aibă a stăpâni această ocină, pe unde va fi acea parte, care este mai sus scrisă.

Și altul nimeni să nu se amestece, înaintea acestei cărți a domn mele.

Scris la Iași, în anul 7101 <1593> luna iunie 7.”
Dar iată ce ne spune "Dicționarul statistic al Basarabiei" (Chișinău, 1923): "Satul este vechi și format în întregime din răzeși moldoveni. După documentele ce le au, satul există din a doua jumătate a secolului XVIII. În 1864 s-a ridicat în piatră biserica Sfântul Neculae. Prima proprietăreasă a satului a fost Chira, în 1860, de unde satul și-a luat numele. Regiune de colină, Dealuri; Britcaia, Soltoaia, valea Soltoaia, pârâul Tulpan, înălțimea Chirileni. Latitudine 47 grade 2 minute, longitudine 25 grade 76 minute".Zamfir Arbore în "Dicționarul geografic al Basarabiei" (București, 1904) completează informația despre așezarea satului: "Chirileni, sat de răzeși în jud. Bălți, așezat în valea Soltoi". volosti Sculeni (p. 57) "Soltoi - vale în jud. Bălți. Începe la poalele muntelui Măgura, Lungimea 30 km până la Prut. Aici sunt așezate satele Ciolaceuca, Chirileni, Petrești și colonia germană Soltoi. Toate aceste sate se află pe partea dreaptă. În fundul văii se află 6 heleștee mari și 5 mici" (p. 204). "Soltoi, pârâu. Izvorăște de sub muntele Magura Unga s. Ciolaceuca și curge în fundul văii Soltoi, se varsă în Vladnicul. Are o lungime de vreo 30 km după harta marelui stat major rus. Pe malurile sale sunt așezate colonia germană Soltoi, satele Chirileni și Petrești". (Ibidem.)
Nu ne îndoim că la Chirileni au existat proprietarii Chirilă si maică-sa Ileana, apoi Chira. Numele satului putea proveni și de la Chirilă și de la Chira. Dar "Dicționarul statistic..." se contrazice, spunând, pe de o parte, că satul exista deja în a doua jumătate a veacului XVIII și, pe de altă parte, ca 1-a întemeiat Chira în 1860, adică în a doua jumătate a veacului XIX. Diferența de un veac în ceea ce privește întemeierea satului dă de bănuit și ne face să căutăm alte surse de informație. Și găsim numele satului Chirileni într-un document din 7 iunie 1594. Îl reproducem păstrând limba originalului: "Noi Aron Voda bojiiu milostiiu gospodarii zemli Moldavsvoi. lata viind înaintea noastră și înaintea a lor noștri boiari mari și mici. sluga noastră Gheorghe Bolbocel din Chirileni din ținutul Esului, niau adus mărturie de la mulți oameni buni anume: Groze din Micești și Lazor Bohletic din Bobletici și Chirica de acolo și Chirilă din Condrești și Dinga ploscariu de acolo..., și Toader Carlan ot Dumbrăvița, precum iau vândut Beribace a lui ocina partea lui din satul Hărceștii și din vii din satul Hărceștii și cu pomatul de acolo, și din moara din Ichil drept 80 și 8 de taleri tătărești; precum arată mărturie de la acei oameni buni. Noi incași iam întărit casă aibă el a stăpâni acea ocina ace parte care este mai sus scrisă și nime altul să nu sa amestece piste această carte a domnii mele." (Gh.Ghibanescu. Surele și izvoade. București, voi.XXII, 1934, pag. 109).

## Date demografice
În anul 1997, populația satului Chirileni a fost estimată la 2138 de cetățeni.
Conform datelor recensământului din anul 2004, populația satului constituie 1996 de oameni, 49.65% fiind bărbați iar 50.35% femei. Structura etnică a populației în cadrul satului arată astfel: 99.50% - moldoveni, 0.15% - ucraineni, 0.15% - ruși, 0.05% - găgăuzi, 0.00% - bulgari, 0.00% - evrei, 0.00% - polonezi, 0.05% - țigani, 0.10% - alte etnii.
În satul Chirileni au fost înregistrate 664 de gospodării casnice la recensământul din anul 2004. Membrii acestor gospodării alcătuiau 1996 de persoane, iar mărimea medie a unei gospodării era de 3.0 persoane. Gospodăriile casnice erau distribuite, în dependență de numărul de persoane ce le alcătuiesc, în felul următor: 20.03% - 1 persoană, 21.99% - 2 persoane, 20.03% - 3 persoane, 20.48% - 4 persoane, 12.20% - 5 persoane, 5.27% - 6 și mai multe persoane.

## Administrație și politică
Componența Consiliului local Chirileni (9 consilieri), ales la 5 noiembrie 2023, este următoarea:
|  | Partid                                       | Consilieri | Componență | Componență | Componență | Componență | Componență | Componență |
|  | -------------------------------------------- | ---------- | ---------- | ---------- | ---------- | ---------- | ---------- | ---------- |
|  | Partidul Acțiune și Solidaritate             | 6          |            |            |            |            |            |            |
|  | Partidul Comuniștilor din Republica Moldova  | 2          |            |            |            |            |            |            |
|  | Partidul Socialiștilor din Republica Moldova | 1          |            |            |            |            |            |            |